# Phaonia texensis
Phaonia texensis är en tvåvingeart som beskrevs av Malloch 1923. Phaonia texensis ingår i släktet Phaonia och familjen husflugor. Inga underarter finns listade i Catalogue of Life.